# Sim Gwang-wook
Sim Gwang-wook (kor. 심광욱; * 3. Januar 1994 in Jejudo) ist ein südkoreanischer Fußballspieler.

## Karriere
Sim Gwang-wook erlernte das Fußballspielen in verschiedenen Schulmannschaften sowie in Universitätsmannschaft der Ajou University in Suwon. Seinen ersten Vertrag unterschrieb er am 1. Januar 2015 bei Jeju United. Das Fußballfranchise aus Jeju spielte in der ersten südkoreanischen Liga. Für Jeju absolvierte er acht Erstligaspiele. Nach einer Saison wechselte er Anfang 2016 nach Gwangju  zum Ligakonkurrenten Gwangju FC. Hier stand er viermal in der ersten Liga auf dem Spielfeld. Das erste Halbjahr 2017 stand er beim Viertligisten Yangju Citizen FC in Yangju unter Vertrag. Die zweite Jahreshälfte spielte er beim Zweitligisten Seoul E-Land FC in der Hauptstadt Seoul. 2019 kehrte er für zwei Jahre zu Yangju Citizen FC zurück. Mittlerweile spielte der Verein in der fünften Liga. Pyeongtaek Citizen FC, ein Drittligist aus Pyeongtaek, nahm ihn die Saison 2020 unter Vertrag. 2021 unterschrieb er in Cheonan einen Vertrag beim Ligakonkurrenten Cheonan City FC. Von Januar 2022 bis Mitte Juli 2022 war Sim Gwang-wook vertrags- und vereinslos. Am 18. Juli 2022 zog es ihn nach Thailand, wo er einen Vertrag beim Zweitligisten Udon Thani FC unterschrieb. Im August 2022 wechselte er auf Leihbasis zum Drittligisten Samut Prakan FC.